# Nationalpark Harzen
Nationalpark Harzen (tysk: Nationalpark Harz) er en nationalpark i bjergområdet Harzen, i de tyske delstater Niedersachsen og Sachsen-Anhalt. Den strækker sig fra regionen omkring toppene Brocken og Herzberg i syd til Bad Harzburg og Ilsenburg i nord. Nationalparken har et areal på 24.700 hektar (15.800 i Niedersachsen og 8.900 i Sachsen-Anhalt) og består for 95 procents vedkommende af skov, hovedsagelig gran eller bøg. Desuden er der flere sumpområder. Nationalparken omfatter omkring 10 procent af bjergområdet Harzen og ligger i den vestlige del. De laveste steder ligger omkring 250 moh., og det højeste punkt er på bjerget Brocken, som ligger 1.141 moh. Flere mindre vandløb som Bode og Ilse har deres udspring i nationalparken, desuden er der nogle dæmninger med tilhørende søer.
Den nuværende nationalpark oprettedes 1. januar 2006 ved en sammenlægning af de tidligere nationalparker "Harzen" i Niedersachsen og "Hochharz" i Sachsen-Anhalt.
Oprindelig fandtes en lokal sort af gran samt røn (Sorbus aucuparia) i skovene, som i dag udgør nationalparken. I 1800-tallet skovedes store arealer på grund af et stort behov for træ i minedriften. På disse arealer plantedes andre sorter af gran, men de var ikke lige så hårdføre mod sne og barkbiller. I dag består skoven af omkring 82 procent gran. 12 procent er bøg, og de resterende 6 procent er dækket af røn, eg og birk.

## Fauna
Den europæisk los findes i dag igen i nationalparken. Den har ellers været regnet for uddød i regionen siden tidligt i 1800-tallet. Den sidste dokumenterede vellykkede losjagt er dateret til 1818. Efter at man besluttede at genindføre arten, hentedes mellem 2000 og 2004 nitten individer fra forskellige dyreparker. I et stort indhegnet område havde lossen mulighed for at vænne sig til livet i naturen. Siden 2002 har man registreret ungdyr af los, som er født i frihed.
Et forsøg på at genindføre tjur, som uddøde i området mellem 1920 og 1930, blev afbrudt, og det er usikkert, om de individer, som er tilbage, danner en fast population.
Et andet truet rovdyr, som lever i Harzen, er den europæiske vildkat. Arten var ikke uddød i Harzen, og populationen bedømmes som stabil.
Andre større dyr er kronhjort og rådyr, desuden indførtes en del fremmede arter som vaskebjørn, mårhund og muflonfår.